# Brass Band Limburg
Brass Band Limburg is een regionale brassband, die in 1981 opgericht werd, die in Kessenich repeteert en officiële zetel in Neerbeek heeft. De band komt uit in de hoogst mogelijke afdeling, de kampioensdivisie.

## Geschiedenis
Brass Band Limburg wil het tekort aan belangstelling in de Limburgse blaasmuziektraditie aanvullen.
De band was veelvuldig te beluisteren op de binnen- en buitenlandse radio. Verbonden met de deelname aan internationale kampioenschappen zijn er ook verschillende cd's opgenomen, op welke de brassband te beluisteren is. In 1991 en 1993 werd men kampioen bij de Nederlandse Brassband Kampioenschappen in de hoogste afdeling. In 1994 werd de band derde op de Europese Brassband Kampioenschappen in het Zwitserse Montreux.
In 2003 behaalde de band de nationale titel van de Federatie van Katholieke Muziekbonden in Nederland (FKM) in de concertafdeling van de sectie brassband. Bij het Euro Brass Festival in Drachten veroverden zij in 2008 de 1e plaats.
In 2011 vierde de band haar 30-jarig jubileum. De band behaalde in december 2011 een 6e plaats in de kampioensdivisie bij de Nederlandse Brassband Kampioenschappen.
De band behaalde in oktober 2021 een 3e plaats in de kampioensdivisie bij de Nederlandse Brassband Kampioenschappen.

## Dirigenten
- 2011-heden Renato Meli
- 2010-2011 Guido Segers
- 2008-2009 Benny Wiame
- 2007-2007 Bert Van Thienen
- 2002-2007 Frans Violet
- 2000-2002 Fried Dobbelsteijn
- 1997-2002 Benny Wiame
- 1989-1996 Maurice Hamers
- 1987-1989 Sef Pijpers sr.
- 1981-1987 Jean Steutelings